# Юксєєв Олександр Юрійович
Олександр Юрійович Юксєєв (рос. Александр Юрьевич Юксеев; 5 березня 1988, м. Свердловськ, СРСР) — російський хокеїст, захисник. Виступає за «Автомобіліст» (Єкатеринбург) у Континентальній хокейній лізі. Кандидат у майстри спорту.
Вихованець хокейних шкіл «Ровесник» (Єкатеринбург), тренер — Н. Тимошенко і «Спартаковець» (Єкатеринбург), тренер — Ю. Волошин. Виступав за ХК «Пітер», «Спартак» (Санкт-Петербург), «Зауралля» (Курган), «Авангард» (Омськ), ХК ВМФ (Санкт-Петербург), «Амур» (Хабаровськ).
Закінчив Національний державний університет ім. Лесгафта.
Дружина — Ганна, спеціаліст зі зв'язків з громадськістю.